# Bolivia Songs
La Bolivia Songs è la classifica dei brani musicali più venduti e riprodotti in streaming in Bolivia, lanciata il 15 febbraio 2022 e redatta settimanalmente da Billboard.
La classifica, contemplante i dati di riproduzione in streaming e di vendite digitali fornite dalla Luminate Data, raggruppa le venticinque canzoni più popolari a livello nazionale nel paese sudamericano.

## Singoli al numero uno

### 2022
| Settimana         | Artista                           | Brano                                | Note   |
| ----------------- | --------------------------------- | ------------------------------------ | ------ |
| 19 febbraio 2022  | Rauw Alejandro e Chencho Corleone | Desesperados                         | [ 2 ]  |
| 26 febbraio 2022  | Becky G e Karol G                 | Mamiii                               | [ 3 ]  |
| 5 marzo 2022      | Becky G e Karol G                 | Mamiii                               | [ 4 ]  |
| 12 marzo 2022     | Becky G e Karol G                 | Mamiii                               | [ 5 ]  |
| 19 marzo 2022     | Becky G e Karol G                 | Mamiii                               | [ 6 ]  |
| 26 marzo 2022     | Becky G e Karol G                 | Mamiii                               | [ 7 ]  |
| 2 aprile 2022     | Becky G e Karol G                 | Mamiii                               | [ 8 ]  |
| 9 aprile 2022     | Paulo Londra                      | Plan A                               | [ 9 ]  |
| 16 aprile 2022    | Paulo Londra                      | Plan A                               | [ 10 ] |
| 23 aprile 2022    | Becky G e Karol G                 | Mamiii                               | [ 11 ] |
| 30 aprile 2022    | Becky G e Karol G                 | Mamiii                               | [ 12 ] |
| 7 maggio 2022     | Becky G e Karol G                 | Mamiii                               | [ 13 ] |
| 14 maggio 2022    | Karol G                           | Provenza                             | [ 14 ] |
| 21 maggio 2022    | Bad Bunny e Bomba Estéreo         | Ojitos lindos                        | [ 15 ] |
| 28 maggio 2022    | Bad Bunny e Bomba Estéreo         | Ojitos lindos                        | [ 16 ] |
| 4 giugno 2022     | Bad Bunny e Bomba Estéreo         | Ojitos lindos                        | [ 17 ] |
| 11 giugno 2022    | Bad Bunny e Chencho Corleone      | Me porto bonito                      | [ 18 ] |
| 18 giugno 2022    | Bad Bunny e Chencho Corleone      | Me porto bonito                      | [ 19 ] |
| 25 giugno 2022    | Bad Bunny e Chencho Corleone      | Me porto bonito                      | [ 20 ] |
| 2 luglio 2022     | Bad Bunny e Chencho Corleone      | Me porto bonito                      | [ 21 ] |
| 9 luglio 2022     | Bad Bunny e Chencho Corleone      | Me porto bonito                      | [ 22 ] |
| 16 luglio 2022    | Bad Bunny e Chencho Corleone      | Me porto bonito                      | [ 23 ] |
| 23 luglio 2022    | Bizarrap e Quevedo                | Quevedo: Bzrp Music Sessions Vol. 52 | [ 24 ] |
| 30 luglio 2022    | Bizarrap e Quevedo                | Quevedo: Bzrp Music Sessions Vol. 52 | [ 25 ] |
| 6 agosto 2022     | Bizarrap e Quevedo                | Quevedo: Bzrp Music Sessions Vol. 52 | [ 26 ] |
| 13 agosto 2022    | Bizarrap e Quevedo                | Quevedo: Bzrp Music Sessions Vol. 52 | [ 27 ] |
| 20 agosto 2022    | Bizarrap e Quevedo                | Quevedo: Bzrp Music Sessions Vol. 52 | [ 28 ] |
| 26 agosto 2022    | Bizarrap e Quevedo                | Quevedo: Bzrp Music Sessions Vol. 52 | [ 29 ] |
| 3 settembre 2022  | Bizarrap e Quevedo                | Quevedo: Bzrp Music Sessions Vol. 52 | [ 30 ] |
| 10 settembre 2022 | Bizarrap e Quevedo                | Quevedo: Bzrp Music Sessions Vol. 52 | [ 31 ] |
| 17 settembre 2022 | Manuel Turizo                     | La bachata                           | [ 32 ] |
| 24 settembre 2022 | Manuel Turizo                     | La bachata                           | [ 33 ] |
| 1º ottobre 2022   | Manuel Turizo                     | La bachata                           | [ 34 ] |
| 8 ottobre 2022    | Manuel Turizo                     | La bachata                           | [ 35 ] |
| 15 ottobre 2022   | Manuel Turizo                     | La bachata                           | [ 36 ] |
| 22 ottobre 2022   | Manuel Turizo                     | La bachata                           | [ 37 ] |
| 29 ottobre 2022   | Manuel Turizo                     | La bachata                           | [ 38 ] |
| 5 novembre 2022   | Manuel Turizo                     | La bachata                           | [ 39 ] |
| 12 novembre 2022  | Manuel Turizo                     | La bachata                           | [ 40 ] |
| 19 novembre 2022  | Manuel Turizo                     | La bachata                           | [ 41 ] |
| 26 novembre 2022  | Manuel Turizo                     | La bachata                           | [ 42 ] |
| 3 dicembre 2022   | Manuel Turizo                     | La bachata                           | [ 43 ] |
| 10 dicembre 2022  | Manuel Turizo                     | La bachata                           | [ 44 ] |
| 17 dicembre 2022  | Manuel Turizo                     | La bachata                           | [ 45 ] |
| 24 dicembre 2022  | Manuel Turizo                     | La bachata                           | [ 46 ] |
| 31 dicembre 2022  | Manuel Turizo                     | La bachata                           | [ 47 ] |

### 2023
| Settimana         | Artista                        | Brano                                | Note   |
| ----------------- | ------------------------------ | ------------------------------------ | ------ |
| 7 gennaio 2023    | Manuel Turizo                  | La bachata                           | [ 48 ] |
| 14 gennaio 2023   | Manuel Turizo                  | La bachata                           | [ 49 ] |
| 21 gennaio 2023   | Manuel Turizo                  | La bachata                           | [ 50 ] |
| 28 gennaio 2023   | Bizarrap e Shakira             | Shakira: Bzrp Music Sessions Vol. 53 | [ 51 ] |
| 4 febbraio 2023   | Bizarrap e Shakira             | Shakira: Bzrp Music Sessions Vol. 53 | [ 52 ] |
| 11 febbraio 2023  | Bizarrap e Shakira             | Shakira: Bzrp Music Sessions Vol. 53 | [ 53 ] |
| 18 febbraio 2023  | Bizarrap e Shakira             | Shakira: Bzrp Music Sessions Vol. 53 | [ 54 ] |
| 25 febbraio 2023  | Bizarrap e Shakira             | Shakira: Bzrp Music Sessions Vol. 53 | [ 55 ] |
| 4 marzo 2023      | Yandel e Feid                  | Yandel 150                           | [ 56 ] |
| 11 marzo 2023     | Karol G e Shakira              | TQG                                  | [ 57 ] |
| 18 marzo 2023     | Karol G e Shakira              | TQG                                  | [ 58 ] |
| 25 marzo 2023     | Karol G e Shakira              | TQG                                  | [ 59 ] |
| 1º aprile 2023    | Karol G e Shakira              | TQG                                  | [ 60 ] |
| 8 aprile 2023     | Karol G e Shakira              | TQG                                  | [ 61 ] |
| 15 aprile 2023    | Karol G e Shakira              | TQG                                  | [ 62 ] |
| 22 aprile 2023    | Ke Personajes, Big One e FMK   | Un finde crossover #2                | [ 63 ] |
| 29 aprile 2023    | Grupo Frontera e Bad Bunny     | Un x100to                            | [ 64 ] |
| 6 maggio 2023     | Grupo Frontera e Bad Bunny     | Un x100to                            | [ 65 ] |
| 13 maggio 2023    | Grupo Frontera e Bad Bunny     | Un x100to                            | [ 66 ] |
| 20 maggio 2023    | Grupo Frontera e Bad Bunny     | Un x100to                            | [ 67 ] |
| 27 maggio 2023    | Grupo Frontera e Bad Bunny     | Un x100to                            | [ 68 ] |
| 3 giugno 2023     | Grupo Frontera e Bad Bunny     | Un x100to                            | [ 69 ] |
| 10 giugno 2023    | Grupo Frontera e Bad Bunny     | Un x100to                            | [ 70 ] |
| 17 giugno 2023    | Grupo Frontera e Bad Bunny     | Un x100to                            | [ 71 ] |
| 24 giugno 2023    | Ke Personajes, Big One e FMK   | Un finde crossover #2                | [ 72 ] |
| 1º luglio 2023    | Ke Personajes, Big One e FMK   | Un finde crossover #2                | [ 73 ] |
| 8 luglio 2023     | Ke Personajes, Big One e FMK   | Un finde crossover #2                | [ 74 ] |
| 15 luglio 2023    | Grupo Frontera e Bad Bunny     | Un x100to                            | [ 75 ] |
| 22 luglio 2023    | Myke Towers                    | LaLa                                 | [ 76 ] |
| 29 luglio 2023    | Myke Towers                    | LaLa                                 | [ 77 ] |
| 5 agosto 2023     | Grupo Frontera e Ke Personajes | Ojitos rojos                         | [ 78 ] |
| 12 agosto 2023    | Grupo Frontera e Ke Personajes | Ojitos rojos                         | [ 79 ] |
| 19 agosto 2023    | Grupo Frontera e Ke Personajes | Ojitos rojos                         | [ 80 ] |
| 26 agosto 2023    | Grupo Frontera e Ke Personajes | Ojitos rojos                         | [ 81 ] |
| 2 settembre 2023  | Grupo Frontera e Ke Personajes | Ojitos rojos                         | [ 82 ] |
| 9 settembre 2023  | Grupo Frontera e Ke Personajes | Ojitos rojos                         | [ 83 ] |
| 16 settembre 2023 | Grupo Frontera e Ke Personajes | Ojitos rojos                         | [ 84 ] |
| 23 settembre 2023 | Grupo Frontera e Ke Personajes | Ojitos rojos                         | [ 85 ] |
| 30 settembre 2023 | Maluma e Carin León            | Según quién                          | [ 86 ] |
| 7 ottobre 2023    | Maluma e Carin León            | Según quién                          | [ 87 ] |
| 14 ottobre 2023   | Maluma e Carin León            | Según quién                          | [ 88 ] |
| 21 ottobre 2023   | Maluma e Carin León            | Según quién                          | [ 89 ] |
| 28 ottobre 2023   | Maluma e Carin León            | Según quién                          | [ 90 ] |
| 4 novembre 2023   | Maluma e Carin León            | Según quién                          | [ 91 ] |
| 11 novembre 2023  | Maluma e Carin León            | Según quién                          | [ 92 ] |
| 18 novembre 2023  | Maluma e Carin León            | Según quién                          | [ 93 ] |
| 25 novembre 2023  | Maluma e Carin León            | Según quién                          | [ 94 ] |
| 2 dicembre 2023   | Maluma e Carin León            | Según quién                          | [ 95 ] |
| 9 dicembre 2023   | Arcángel e Grupo Frontera      | Alv                                  | [ 96 ] |
| 16 dicembre 2023  | Maluma e Carin León            | Según quién                          | [ 97 ] |
| 23 dicembre 2023  | Maluma e Carin León            | Según quién                          | [ 98 ] |
| 30 dicembre 2023  | Maluma e Carin León            | Según quién                          | [ 99 ] |

### 2024
| Settimana         | Artista                                   | Brano                        | Note    |
| ----------------- | ----------------------------------------- | ---------------------------- | ------- |
| 6 gennaio 2024    | Arcángel e Grupo Frontera                 | Alv                          | [ 100 ] |
| 13 gennaio 2024   | Peso Pluma e Anitta                       | Bellakeo                     | [ 101 ] |
| 20 gennaio 2024   | Peso Pluma e Anitta                       | Bellakeo                     | [ 102 ] |
| 27 gennaio 2024   | Feid e ATL Jacob                          | Luna                         | [ 103 ] |
| 3 febbraio 2024   | Feid e ATL Jacob                          | Luna                         | [ 104 ] |
| 10 febbraio 2024  | Feid e ATL Jacob                          | Luna                         | [ 105 ] |
| 17 febbraio 2024  | Feid e ATL Jacob                          | Luna                         | [ 106 ] |
| 24 febbraio 2024  | Feid e ATL Jacob                          | Luna                         | [ 107 ] |
| 2 marzo 2024      | Luck Ra e Khea                            | Hola perdida                 | [ 108 ] |
| 9 marzo 2024      | Mesita, Nicki Nicole, Tiago PZK ed Emilia | Una foto remix               | [ 109 ] |
| 16 marzo 2024     | Mesita, Nicki Nicole, Tiago PZK ed Emilia | Una foto remix               | [ 110 ] |
| 23 marzo 2024     | Tiago PZK e Ke Personajes                 | Piel                         | [ 111 ] |
| 30 marzo 2024     | Tiago PZK e Ke Personajes                 | Piel                         | [ 112 ] |
| 6 aprile 2024     | Tiago PZK e Ke Personajes                 | Piel                         | [ 113 ] |
| 13 aprile 2024    | Tiago PZK e Ke Personajes                 | Piel                         | [ 114 ] |
| 20 aprile 2024    | Feid e ATL Jacob                          | Luna                         | [ 115 ] |
| 27 aprile 2024    | FloyyMenor e Cris MJ                      | Gata only                    | [ 116 ] |
| 4 maggio 2024     | FloyyMenor e Cris MJ                      | Gata only                    | [ 117 ] |
| 11 maggio 2024    | FloyyMenor e Cris MJ                      | Gata only                    | [ 118 ] |
| 18 maggio 2024    | Feid e ATL Jacob                          | Luna                         | [ 119 ] |
| 25 maggio 2024    | Feid e ATL Jacob                          | Luna                         | [ 120 ] |
| 1º giugno 2024    | Rvssian, Rauw Alejandro e Ayra Starr      | Santa                        | [ 121 ] |
| 8 giugno 2024     | Sin Limite                                | Ya me enteré                 | [ 122 ] |
| 15 giugno 2024    | Luck Ra e Khea                            | Hola perdida                 | [ 123 ] |
| 22 giugno 2024    | Trueno                                    | Real Gangsta Love            | [ 124 ] |
| 29 giugno 2024    | Trueno                                    | Real Gangsta Love            | [ 125 ] |
| 6 luglio 2024     | Trueno                                    | Real Gangsta Love            | [ 126 ] |
| 13 luglio 2024    | Trueno                                    | Real Gangsta Love            | [ 127 ] |
| 20 luglio 2024    | Trueno                                    | Real Gangsta Love            | [ 128 ] |
| 27 luglio 2024    | Trueno                                    | Real Gangsta Love            | [ 129 ] |
| 3 agosto 2024     | Karol G                                   | Si antes te hubiera conocido | [ 130 ] |
| 10 agosto 2024    | Karol G                                   | Si antes te hubiera conocido | [ 131 ] |
| 17 agosto 2024    | Karol G                                   | Si antes te hubiera conocido | [ 132 ] |
| 24 agosto 2024    | Karol G                                   | Si antes te hubiera conocido | [ 133 ] |
| 31 agosto 2024    | Karol G                                   | Si antes te hubiera conocido | [ 134 ] |
| 7 settembre 2024  | Karol G                                   | Si antes te hubiera conocido | [ 135 ] |
| 14 settembre 2024 | Karol G                                   | Si antes te hubiera conocido | [ 136 ] |
| 21 settembre 2024 | Karol G                                   | Si antes te hubiera conocido | [ 137 ] |
| 28 settembre 2024 | Karol G                                   | Si antes te hubiera conocido | [ 138 ] |
| 5 ottobre 2024    | Karol G                                   | Si antes te hubiera conocido | [ 139 ] |
| 12 ottobre 2024   | Karol G                                   | Si antes te hubiera conocido | [ 140 ] |
| 19 ottobre 2024   | Karol G                                   | Si antes te hubiera conocido | [ 141 ] |
| 26 ottobre 2024   | Karol G                                   | Si antes te hubiera conocido | [ 142 ] |
| 2 novembre 2024   | Óscar Maydon e Fuerza Regida              | Tu boda                      | [ 143 ] |
| 9 novembre 2024   | Lalo Ebratt e Toploud                     | Una boka                     | [ 144 ] |
| 16 novembre 2024  | Óscar Maydon e Fuerza Regida              | Tu boda                      | [ 145 ] |
| 23 novembre 2024  | Óscar Maydon e Fuerza Regida              | Tu boda                      | [ 146 ] |
| 30 novembre 2024  | Óscar Maydon e Fuerza Regida              | Tu boda                      | [ 147 ] |
| 7 dicembre 2024   | Rauw Alejandro e Romeo Santos             | Khé?                         | [ 148 ] |
| 14 dicembre 2024  | Rauw Alejandro e Romeo Santos             | Khé?                         | [ 149 ] |
| 21 dicembre 2024  | Rauw Alejandro e Romeo Santos             | Khé?                         | [ 150 ] |
| 28 dicembre 2024  | Rauw Alejandro e Romeo Santos             | Khé?                         | [ 151 ] |

### 2025
| Settimana        | Artista                           | Brano             | Note    |
| ---------------- | --------------------------------- | ----------------- | ------- |
| 4 gennaio 2025   | Rauw Alejandro e Romeo Santos     | Khé?              | [ 152 ] |
| 11 gennaio 2025  | Rauw Alejandro e Romeo Santos     | Khé?              | [ 153 ] |
| 18 gennaio 2025  | Bad Bunny                         | DTMF              | [ 154 ] |
| 25 gennaio 2025  | Bad Bunny                         | DTMF              | [ 155 ] |
| 1º febbraio 2025 | Bad Bunny                         | DTMF              | [ 156 ] |
| 8 febbraio 2025  | Bad Bunny                         | Baile inolvidable | [ 157 ] |
| 15 febbraio 2025 | Bad Bunny                         | Baile inolvidable | [ 158 ] |
| 22 febbraio 2025 | Bad Bunny                         | Baile inolvidable | [ 159 ] |
| 1º marzo 2025    | Bad Bunny                         | Baile inolvidable | [ 160 ] |
| 8 marzo 2025     | Bad Bunny                         | Baile inolvidable | [ 161 ] |
| 15 marzo 2025    | Bad Bunny                         | Baile inolvidable | [ 162 ] |
| 22 marzo 2025    | Bad Bunny                         | Baile inolvidable | [ 163 ] |
| 29 marzo 2025    | W Sound, Beéle e Ovy on the Drums | La plena          | [ 164 ] |
| 5 aprile 2025    | Cazzu                             | Con otra          | [ 165 ] |
| 12 aprile 2025   | W Sound, Beéle e Ovy on the Drums | La plena          | [ 166 ] |
| 19 aprile 2025   | W Sound, Beéle e Ovy on the Drums | La plena          | [ 167 ] |
| 26 aprile 2025   | W Sound, Beéle e Ovy on the Drums | La plena          | [ 168 ] |
| 3 maggio 2025    | W Sound, Beéle e Ovy on the Drums | La plena          | [ 169 ] |
| 10 maggio 2025   | W Sound, Beéle e Ovy on the Drums | La plena          | [ 170 ] |
| 17 maggio 2025   | W Sound, Beéle e Ovy on the Drums | La plena          | [ 171 ] |
| 24 maggio 2025   | W Sound, Beéle e Ovy on the Drums | La plena          | [ 172 ] |
| 31 maggio 2025   | W Sound, Beéle e Ovy on the Drums | La plena          | [ 173 ] |
| 7 giugno 2025    | W Sound, Beéle e Ovy on the Drums | La plena          | [ 174 ] |
| 14 giugno 2025   | W Sound, Beéle e Ovy on the Drums | La plena          | [ 175 ] |
| 21 giugno 2025   | W Sound, Beéle e Ovy on the Drums | La plena          | [ 176 ] |
| 28 giugno 2025   | W Sound, Beéle e Ovy on the Drums | La plena          | [ 177 ] |
| 5 luglio 2025    | W Sound, Beéle e Ovy on the Drums | La plena          | [ 178 ] |
| 12 luglio 2025   | W Sound, Beéle e Ovy on the Drums | La plena          | [ 179 ] |
| 19 luglio 2025   | W Sound, Beéle e Ovy on the Drums | La plena          | [ 180 ] |
| 26 luglio 2025   | W Sound, Beéle e Ovy on the Drums | La plena          | [ 181 ] |
| 2 agosto 2025    | W Sound, Beéle e Ovy on the Drums | La plena          | [ 182 ] |
| 9 agosto 2025    | W Sound, Beéle e Ovy on the Drums | La plena          | [ 183 ] |
| 16 agosto 2025   | W Sound, Beéle e Ovy on the Drums | La plena          | [ 184 ] |
| 23 agosto 2025   | W Sound, Beéle e Ovy on the Drums | La plena          | [ 185 ] |